# Reliant Kitten
Der Reliant Kitten ist ein Kleinstwagen, der 1975 bis 1982 von der Reliant Motor Company in Tamworth (England) hergestellt wurde. Er hat eine GFK-Karosserie und einen Vierzylinder-Reihenmotor mit 848 cm³ Hubraum, der 40,5 bhp (30 kW) Leistung abgab. Fahrgestell und Antrieb wurden mit kleinen Änderungen auch beim Fox Lieferwagen / Pickup eingesetzt.
Der hintere Teil des Fahrgestells entspricht im Wesentlichen denen der Dreiradmodelle Robin und Rialto, ab der Mitte nach vorne aber unterscheidet es sich von dem der Schwestermodelle. Der Motor rückte nach vorne, dorthin, wo beim Robin sich das Vorderrad befindet. Die von Reliant gebauten (aber von Triumph inspirierten) doppelten Querlenker befinden sich an der Vorderachse. Die Vorverlegung des Motors gegenüber den Dreiradfahrzeugen schuf wesentlich mehr Platz für Fahrer und Beifahrer.
Die Fertigung des Kitten wurde 1982 eingestellt, da er wegen seiner aufwändigen GFK-Karosserie preislich nicht mit dem Mini und ähnlichen Autos konkurrieren konnte. Die Korrosionsprobleme selbsttragender Stahlblechkonstruktionen, die in den 1970er-Jahren bei seinen Konkurrenten so groß (und auch ein starkes Verkaufsargument für den Kitten) gewesen waren, wurden mit dem Fortschritt des Rostschutzes zunehmend unter Kontrolle gebracht. Auch kam der Hinterradantrieb, wie ihn der Kitten hatte, in der Kleinwagenklasse zunehmend zugunsten des Frontantriebes außer Mode. Weil der Kitten vier Räder hatte, kam er nicht in den Genuss der niedrigen Steuer für Dreiradfahrzeuge in Großbritannien, wie dies auf das Schwestermodell Robin zutraf. Insgesamt wurden 4.074 Kitten in 8 Jahren hergestellt.
Es gibt einen „Erhaltungsverein“ für kleine Reliant mit vier Rädern, der sich Reliant Kitten Register nennt.
Der indische Automobilhersteller Sipani produzierte ab 1983 drei- und fünftürige Versionen des Kitten in Lizenz. Das Auto hieß dort Sipani Dolphin.